# Newton (Carolina do Norte)
Newton é uma cidade localizada no estado norte-americano de Carolina do Norte, no Condado de Catawba.

## Demografia
Segundo o censo norte-americano de 2000, a sua população era de 12.560 habitantes.
Em 2006, foi estimada uma população de 13.160, um aumento de 600 (4.8%).

## Geografia
De acordo com o United States Census Bureau tem uma área de
33,7 km², dos quais 33,6 km² cobertos por terra e 0,1 km² cobertos por água. Newton localiza-se a aproximadamente 288 m acima do nível do mar.

## Localidades na vizinhança
O diagrama seguinte representa as localidades num raio de 12 km ao redor de Newton.